# باول فريدريك تايلور
باول فريدريك تايلور هو سياسي كندي، ولد في 30 يوليو 1939 في مونتريال في كندا. حزبياً، نشط في الحزب الليبرالي في أونتاريو ‏. وقد انتخب عضو برلمان مقاطعة أونتاريو.